# West Mountain
West Mountain é uma Região censo-designada localizada no estado norte-americano de Utah, no Condado de Utah.

## Demografia
Segundo o censo norte-americano de 2000, a sua população era de 838 habitantes.

## Geografia
De acordo com o United States Census Bureau tem uma área de
27,9 km², dos quais 27,9 km² cobertos por terra e 0,0 km² cobertos por água. West Mountain localiza-se a aproximadamente 1455 m acima do nível do mar.

## Localidades na vizinhança
O diagrama seguinte representa as localidades num raio de 12 km ao redor de West Mountain.